# Базиліка Сан-Фредіано
Базиліка Сан-Фредіано (італ. Basilica di San Frediano) — римо-католицька церква на честь святого Фредіано з Лукки, в місті Лукка, Італія, розташована на площі П'яцца Сан-Фредіано.

## Історія
Першу церкву на честь святого Вікентія Сарагоського на місці сучасної будівлі було споруджено у VI столітті з ініціативи єпископа Лукки Фредіано (за даними католицької енциклопедії був єпископом Лукки з 560 по 588 рр.).
У VIII столітті, через деякий час після смерті Фредіано, в тодішній церкві було облаштовано крипту, де розмістили тіло святого.
Сучасна конструкція церкви, що за архітектурною формою є типовою римською базилікою, постала після ґрунтовної перебудови 1112—1147 років. Дещо пізніше, приблизно в XIII-XIV столітті фасад базиліки оздоблено грандіозною мозаїкою з зображенням Вознесіння Ісуса Христа в присутності апостолів (раніше по центру між апостолами знаходилось зображення Божої Матері, на місці якого згодом облаштували вікно). Автором мозаїчної композиції в візантійському стилі вважають місцевого художника Берлінг'єро Берлінг'єрі, який, імовірно, втілював свій проект разом з вихованцями його художньої майстерні.